# Essex Hemphill
Essex Hemphill (16 d'abril de 1957 a Chicago, Illinois – Filadèlfia, (Pennsilvània, 4 de novembre de 1995) va ser un poeta, assagista, editor, crític cultural i activista afroamericà. Va ser el guanyador d'una de les beques Pew Felloships in the Arts de 1993. És reconegut per la seva lluita envers la igualtat i els drets dels homosexuals. La seva poesia aparegué en un bon nombre de diaris, mentre que els seus assaigs van ser publicats a les revistes High Performance, Gay Community Magazine, RFD Magazine, The Advocate, Pyramid Periodical, Essence i d'altres. Els poemes i assaigs inclosos a Ceremonies parlen de l'objectificació sexual dels homes negres en la cultura blanca, les relacions entre homes gais negres i no negres, l'impacte de la Sida a la comunitat negra i el significat de la família. Hemphill va morir de complicacions relacionades amb la Sida el 1995.

## Treballs
Poesia i assaig
- (Assaig en el llibre) Boys Like Us: Gay Writers Tell Their Coming Out Stories, Patrick Merla (ed.) Avon Books. 1996
- (Diversos assaigs) "Life Sentences: Writers, Artists, and AIDS", Thomas Avena (ed.) Mercury House. 1994
- Ceremonies: Prose and Poetry (1992)
- Brother to Brother: New Writings by Black Gay Men (1991) (ed.)
- Conditions: Poems (1986)

Antologies
- Tongues Untied
- In the Life
- Gay and Lesbian Poetry in Our Time
- Art Against Apartheid
- Men and Intimacy

- New Men
- New Minds
- Natives
- Tourists and Other Mysteries

Aparicions
- Documental Looking for Langston
- Documental Tongues Untied (1990)
- Black Is...Black Ain't (1994)
- Com a narrador a Out of the Shadows, documental sobre la SIDA